# Gerhard Himmelmann
Gerhard Himmelmann (* 13. Januar 1941 in Hannover) ist ein deutscher Politikwissenschaftler und Politikdidaktiker, der bis 2006 an der TU Braunschweig gelehrt hat. Sein zentrales Thema sind die Politische Bildung und vor allem die Demokratieerziehung.

## Leben
Er studierte 1963 bis 1967 Politische Wissenschaft und Volkswirtschaftslehre an der FU Berlin bis zur Promotion. 1971/72 arbeitete er in der Werbeabteilung der gewerkschaftsnahen Bank für Gemeinwirtschaft in Frankfurt. 1972/73 war er Referent im gewerkschaftsnahen Forschungsinstitut WSI in Düsseldorf; seit 1973 lehrte er als Dozent für Politische Wissenschaft und Politische Bildung an der Pädagogischen Hochschule Braunschweig, die in den Erziehungswissenschaftlichen Fachbereich, später in das Institut für Sozialwissenschaften der TU Braunschweig integriert worden ist. Von 1980 bis 2006 war Himmelmann als Universitätsprofessor zuständig für das Fach Politikwissenschaft im Rahmen der Studiengänge Lehramt an Grund-, Haupt- und Realschulen. Dabei entwickelte er das Fach Arbeit und Technik weiter, das die Schüler in die Berufswelt führen soll.
Er war Mitglied im Fachbeirat des BLK-Modellprogramms „Demokratie lernen & leben“. In diesem Zusammenhang schuf er mit Bezug zur Kompetenzdebatte den Begriff „Demokratiekompetenz“. Seine Position stand kritisch einer reinen Institutionenkunde im Politikunterricht gegenüber, die für die Schüler nicht deutlich machte, was ein Leben in der Demokratie praktisch bedeutet. Damit steht er in der Tradition von John Dewey. Den politikdidaktischen Konzepten warf er eine ausschließlich gymnasiale Orientierung vor. Er war 1976 Mitbegründer der Fachgesellschaft Arbeit, Technik und Wirtschaft im Unterricht (GATWU) und dessen Vorsitzender (bis 1981) war.
Himmelmann beteiligte sich auch an der Diskussion in der SPD um eine moderne Wirtschaftspolitik.

## Schriften
- Lohnbildung durch Kollektivverhandlungen, Berlin 1971 [=Diss. FU Berlin]
- Arbeitsorientierte Arbeitslehre : eine Einführung, Opladen: Westdeutscher Verlag, 1977.
- Gerhard Himmelmann, Achim von Loesch (Hrsg.): Sozialdemokratische Wirtschaftspolitik im Umbruch. Beiträge zur Programmdiskussion der SPD. Berlin [W]: Verlag Europ. Perspektiven, 1985
- Sozialdemokraten und die Perspektiven des Wohlfahrtsstaates. In: Die Zukunft des Wohlfahrtsstaates, Hannover, 1986, S. 37–70.
- Demokratie Lernen als Lebens-, Gesellschafts- und Herrschaftsform. Ein Lehr- und Arbeitsbuch, Wochenschau, 4. Aufl. 2016 (zuerst 2001), ISBN 978-3-89974-162-9.
- Leitbild Demokratieerziehung. Vorläufer, Begleitstudien und internationale Ansätze zum Demokratie-Lernen, Wochenschau, 2006, ISBN 978-3-89974-286-2.
- Durch Demokratie-Lernen zum Demokratiebewusstsein. In: Dirk Lange; Himmelmann, Gerhard (Hrsg.): Demokratiebewusstsein. Interdisziplinäre Annäherungen an ein zentrales Thema der politischen Bildung. Wiesbaden: VS Verlag für Sozialwissenschaften, 2007, S. 26–40.
- Demokratie-Lernen in der Schule, Wochenschau, 2017, ISBN 978-3-7344-0452-8.

## Einzelbelege
1. ↑  Bundeszentrale für politische Bildung: Biografien | bpb. Abgerufen am 8. Februar 2021.
2. ↑  Technische Universität Braunschweig: Geschichte. Ehemals im Original (nicht mehr online verfügbar); abgerufen am 8. Februar 2021. (Seite nicht mehr abrufbar. Suche in Webarchiven)

| Personendaten    | Personendaten                                               |
| ---------------- | ----------------------------------------------------------- |
| NAME             | Himmelmann, Gerhard                                         |
| KURZBESCHREIBUNG | deutscher Hochschullehrer und Professor für Politikdidaktik |
| GEBURTSDATUM     | 13. Januar 1941                                             |
| GEBURTSORT       | Hannover                                                    |